# Лаутаро Ді Лолло
Лаутаро Федеріко Ді Лолло (ісп. Lautaro Federico Di Lollo, нар. 10 березня 2004, Буенос-Айрес, Аргентина) — аргентинський футболіст, захисник клубу «Бока Хуніорс».

## Ігрова кар'єра

### Клубна
Лаутаро Ді Лолло народився у Буенос-Айресі і є вихованцем футбольної академії столичного клубу «Бока Хуніорс». У червні 2022 року футболіст підписав з клубом перший професійний контракт до 2026 року. В тому ж році Ді Лолло вперше потрапив в заявку основного складу на матч чемпіонату Аргентини.

### Збірна
У лютому 2023 року у складі молодіжної збірної Аргентини Лаутаро Ді Лолло брав участь у молодіжній першості Південної Америки в Колумбії.
Також в тому році футболіст виступав на домашньому молодіжному чемпіонаті світу, де його команда дійшла до 1/8 фіналу.